# Родна кућа војводе Степе Степановића у Кумодражу
Родна кућа војводе Степе Степановића у Кумодражу у којој се 1856. године родио прослављени командант, војсковођа и војвода из свих ратова од 1876. до 1918. године у којима је Србија учествовала. Кућа представља непокретно културно добро као споменик културе.

## Архитектура
Подигнута средином 19. века, по својим градитељским карактеристикама кућа припада типу старије моравске куће, као чест пример типа кућа које се подижу у селима београдске околине. Основа је правоугаона и састоји се од три просторије, димензија 10x8 метара. Зидана је у бондручној конструкцији са испуном од чатме, док је темељ од ломљеног камена. Очувано је аутентично огњиште на коме је стари сач. Са источне стране налази се архитравни трем који захвата половину главне подужне фасаде. Кровни покривач је, судећи по висини крова, првобитно био покривен шиндром. Прозори су двокрилни, а врата једнокрилна, пуна, дрвена. Подови су од цигле и дашчани. Кров је четворосливни са конструкцијом од дрвених рогова и греда и покривачем од бибер црепа.
Лако је препознатљива по трему од правилних дрвених греда (од којих су код моравске куће новијег типа настали моравски луци). Карактеристике моравке су још и четворосливни кров покривен шиндром (цепаним јеловим или храстовим даскама) и дрвени костур објекта по коме овакве куће називају још и бондручарама. Унутрашња организација простора је такође карактеристична, подељена на „кућу“ у којој се налазило огњиште са совром за дневно коришћење и на „собе“ у којима се спавало. 
Порекло овог типа куће је из Косовског Поморавља, одакле се током сеоба проширила крајем 19. века и у околину Београда.

## Споменик културе
Због архитектонских, етнографских и меморијалних вредности, ова кућа је проглашена за споменик културе од великог значаја. Као примерак народне архитектуре њен значај расте с обзиром на мали број очуваних кућа овог типа у најужој околини Београда. Из ове скромне сеоске куће потекао је човек чије име представља синоним ослобођења Србије, генерал који је савезницима донео прву победу у Великом рату.

## Конзерваторско-рестаураторски радови
У периоду од 1984. до 1990. године, према пројектима Завода за заштиту споменика културе града Београда, изведени су обимни конзерваторско-рестаураторски радови на кући и два помоћна објекта али никада није завршена предвиђена реконструкција целог комплекса који није заживео као меморијални комплекс са различитим едукативним садржајима.
Током 2013. године у Заводу је израђен пројекат санације, који је уз подршку града Београда реализован. Иако је кућа добила статус споменика културе још 1974. године, тек активностима 2013. године, рестаурацијом и заштитом од пропадања, у плану је постављања сталне музејске поставке посвећене животу војводе Степе Степановића. Упркос радовима кућу је због оближњег клизишта начела влага 2021. године.